# Barbara Kirchner
Barbara Kirchner, née en 1970 à Fribourg-en-Brisgau, est une chimiste et autrice allemande de science-fiction féministe, mêlant thriller et théories scientifiques. Die verbesserte Frau est son roman le plus connu.

## Biographie
De 1990 à 1998, Barbara Kirchner étudie la chimie dans les universités de Fribourg-en-Brisgau et de Mayence, à l'Université technique de Chemnitz et à l'Université de Bâle. Elle y obtient son doctorat en 1999. Elle poursuit sa carrière comme chercheuse contractuelle à Brisbane, en Australie, puis en Allemagne à Stuttgart, Bochum, Zurich et Bonn. En 2006, elle obtient son habilitation à l'Université de Bonn. Depuis 2007, elle est professeure de chimie théorique à l'Université de Leipzig et, depuis 2013, elle dirige le groupe de travail sur la chimie théorique et les états liquides à l'Institut de chimie physique et théorique de l'Université de Bonn. En plus de son travail académique, Kirchner est autrice. Elle publie de la prose narrative ainsi que des essais. 

### Autrice de science-fiction
Le roman Schwester Mitternacht est une histoire policière de science-fiction pornographique qui mêle des concepts scientifiques à une intrigue haletante. Le titre du roman nomme une drogue MTS souvent prise par les médecins. Un groupe de scientifiques assoiffés de pouvoir utilisent cette drogue chez les gens en tant qu'intelligence artificielle. Ainsi, les personnes deviennent des ordinateurs, il faut alors droguer le plus de monde possible pour former un seul bio-ordinateur. Cette fiction est basée en partie sur des recherches de l'autrice en sciences naturelles. L'intrigue est romancée en mêlant des moments d'action à la James Bond, d'amour et de sexe. Notons aussi que l'intrigue se déroule dans un avenir incertain mais très proche où le SIDA a presque été éradiqué et où la confiance dans la médecine a donc augmenté. Elle se passe dans la ville fictive de Borbruck, dans laquelle se déroule également Die verbesserte Frau (La femme améliorée). Ce dernier ouvrage est un thriller dans lequel des médecins tentent de modeler la femme parfaitement déviante. Il s'agit ainsi d'une critique à l'égard de la société et de l'actualité qui captive, terrifie et peut aussi faire rire.

### Autrice féministe
Die verbesserte Frau est un thriller scientifique féministe qui malgré une histoire très sanglante montre l'éthique scientifique et ses limites mais fait aussi preuve d'une approche queer et sentimentale. Des récits quotidiens sur le travail ou la fac ainsi que sur l'amour homosexuel font de ce roman de science-fiction un polar féministe. Les sciences naturelles sont reliées au problème de la morale et de l'expérimentation humaine. Les hommes tentent donc de transformer un être humain - des femmes- en un objet parfaitement fonctionnel. Les scientifiques se heurtent toutefois à une résistance surprenante : leur cobaye refuse apparemment de jouer le jeu. De fait, selon Kirchner, l'objectivation ne fonctionne pas si facilement. Kirchner trouve alors dans le roman policier un genre dans lequel sont traitées les questions de genre, de violence et de pouvoir. Ce sont bien dans les polars féminins des années 1980 et 90 que les modèles de rôles féminins et masculins habituels sont déconstruits. Ainsi, des alternatives d'action libératrices sont présentées, même lorsqu'il s'agit des formes de sexualité et de cohabitation. Le roman de Kirchner diffère des romans policiers traditionnels dans la mesure où il inclut des fantasmes et des rencontres sexuelles non normatives, une protagoniste lesbienne dans le rôle du détective, et une femme scientifique puissante dans le monde de la recherche génétique dominé par les hommes, ce qui invite à une lecture féministe ou queer.

## Publications

### Ouvrages scientifiques
- (de) Kirchner, Barbara., Quadrupol-Kopplungskonstante und quadrupolare Spin-Gitter-Relaxation aus der Sicht der klassischen Moleküldynamiksimulation, [Verlag nicht ermittelbar], 1999 (OCLC 882603032)
- (de) Kirchner, Barbara 1970-, Theory of complicated liquids : investigation of liquids, solvents and solvent effects with modern theoretical methods, Elsevier, 2007 (OCLC 315650371)

### Romans de science-fiction
- (de) Barbara Kirchner, Der Hochzeitstag, 2003 (ISBN 978-3-8267-0080-4 et 3-8267-0080-5, OCLC 76648106)
- (de) Barbara Kirchner, Die verbesserte Frau Roman, 2012 (ISBN 978-3-943167-07-8 et 3-943167-07-0, OCLC 816054459)
- Dietmar Dath et Barbara Kirchner, Schwester Mitternacht Roman, 2002 (ISBN 978-3-935843-14-0 et 3-935843-14-3, OCLC 249586473)

### Essais féministes
- (de) Barbara Kirchner, Der Implex sozialer Fortschritt: Geschichte und Idee, 2012 (ISBN 978-3-518-42264-9 et 3-518-42264-2, OCLC 779451798)
- (de) Barbara Kirchner, Dämmermännerung neuer Antifeminismus, alte Leier, 2014 (ISBN 978-3-930786-69-5 et 3-930786-69-9, OCLC 875018949)